# Ruzaevskij rajon
Il Ruzaevskij rajon (in russo Рузаевский район?) è un municipal'nyj rajon della Repubblica Autonoma di Mordovia, nella Russia europea.